# Gerard Davis
Gerard Davis (25 settembre 1977) è un ex calciatore neozelandese, di ruolo difensore.